# Spor Toto Spor Kulübü 2019-2020 (pallavolo)
Questa voce raccoglie le informazioni riguardanti lo Spor Toto Spor Kulübü nelle competizioni ufficiali della stagione 2019-2020.

## Organigramma societario
Area direttiva
- Presidente: Bünyamin Bozgeyik

Area tecnica
- Allenatore: Serdar Uslu
- Allenatore in seconda: Çağlar Dayı
- Assistente allenatore: Caner Balcılar
- Scoutman: Mirko Radisavljević

## Rosa
| N° | Nome                   | Ruolo | Data di nascita   | Nazionalità sportiva |
| -- | ---------------------- | ----- | ----------------- | -------------------- |
| 1  | Nicolás Bruno          | S     | 24 febbraio 1989  | Argentina            |
| 2  | Lincoln Williams       | O     | 6 ottobre 1993    | Australia            |
| 3  | Yüksel Bıdak           | C     | 6 giugno 1994     | Turchia              |
| 4  | Deniz İvgen            | L     | 18 maggio 1998    | Turchia              |
| 5  | Ali Yılmaz             | S     | 5 aprile 1999     | Turchia              |
| 6  | Kemal Kayhan           | C     | 2 gennaio 1983    | Turchia              |
| 7  | Thiago Gelinski        | P     | 24 giugno 1987    | Brasile              |
| 8  | Hasan Mermer           | O     | 14 novembre 1994  | Turchia              |
| 9  | Murat Tokgöz           | S     | 29 febbraio 1984  | Turchia              |
| 10 | Arslan Ekşi            | P     | 17 luglio 1985    | Turchia              |
| 12 | Fatih Uğur             | C     | 1º gennaio 1990   | Turchia              |
| 13 | Daudi Okello           | O     | 20 settembre 1995 | Uganda               |
| 15 | Murat Deniz            | S     | 1º gennaio 2000   | Turchia              |
| 16 | Azizcan Ataoğlan       | P     | 8 marzo 2000      | Turchia              |
| 17 | Ahmet Tümer            | C     | 15 settembre 2001 | Turchia              |
| 18 | Kadir Cin              | S     | 7 maggio 1987     | Turchia              |
| 19 | Leonardo do Nascimento | S     | 16 marzo 1995     | Brasile              |

## Statistiche

### Statistiche di squadra
| Competizione     | Punti | In casa | In casa | In casa | In trasferta | In trasferta | In trasferta | Totale | Totale | Totale |
| Competizione     | Punti | G       | V       | P       | G            | V            | P            | G      | V      | P      |
| ---------------- | ----- | ------- | ------- | ------- | ------------ | ------------ | ------------ | ------ | ------ | ------ |
| Efeler Ligi      | 43    | 11      | 8       | 3       | 11           | 7            | 4            | 22     | 15     | 7      |
| Coppa di Turchia | -     | 1       | 1       | 0       | 1            | 0            | 1            | 2      | 1      | 1      |
| Challenge Cup    | -     | 3       | 3       | 0       | 3            | 1            | 2            | 6      | 4      | 2      |
| Totale           | -     | 15      | 12      | 3       | 15           | 8            | 7            | 30     | 20     | 10     |

G = partite giocate; V = partite vinte; P = partite perse

### Statistiche dei giocatori
| Giocatore        | Campionato | Campionato | Campionato | Campionato | Campionato | Coppa di Turchia | Coppa di Turchia | Coppa di Turchia | Coppa di Turchia | Coppa di Turchia | Challenge Cup | Challenge Cup | Challenge Cup | Challenge Cup | Challenge Cup | Totale | Totale | Totale | Totale | Totale |
| Giocatore        | P          | PT         | AV         | MV         | BV         | P                | PT               | AV               | MV               | BV               | P             | PT            | AV            | MV            | BV            | P      | PT     | AV     | MV     | BV     |
| ---------------- | ---------- | ---------- | ---------- | ---------- | ---------- | ---------------- | ---------------- | ---------------- | ---------------- | ---------------- | ------------- | ------------- | ------------- | ------------- | ------------- | ------ | ------ | ------ | ------ | ------ |
| A. Ataoğlan      | 0          | 0          | 0          | 0          | 0          | 0                | 0                | 0                | 0                | 0                | -             | -             | -             | -             | -             | 0      | 0      | 0      | 0      | 0      |
| Y. Bıdak         | 21         | 133        | 83         | 43         | 7          | 2                | 9                | 7                | 2                | 0                | 4             | 25            | 14            | 8             | 3             | 27     | 167    | 104    | 53     | 10     |
| N. Bruno         | 21         | 325        | 281        | 13         | 31         | 2                | 34               | 31               | 2                | 1                | 4             | 46            | 39            | 4             | 3             | 27     | 405    | 351    | 19     | 35     |
| K. Cin           | 16         | 125        | 105        | 8          | 12         | 2                | 15               | 14               | 1                | 0                | 2             | 5             | 4             | 0             | 1             | 20     | 145    | 123    | 9      | 13     |
| M. Deniz         | 0          | 0          | 0          | 0          | 0          | 0                | 0                | 0                | 0                | 0                | -             | -             | -             | -             | -             | 0      | 0      | 0      | 0      | 0      |
| L. do Nascimento | 19         | 237        | 203        | 16         | 18         | 2                | 50               | 46               | 3                | 1                | 5             | 84            | 67            | 7             | 10            | 26     | 371    | 316    | 26     | 29     |
| A. Ekşi          | 21         | 53         | 15         | 21         | 17         | 2                | 6                | 2                | 3                | 1                | 4             | 6             | 1             | 5             | 0             | 27     | 65     | 18     | 29     | 18     |
| T. Gelinski      | 6          | 3          | 0          | 3          | 0          | 1                | 2                | 0                | 0                | 2                | 2             | 5             | 2             | 1             | 2             | 9      | 10     | 2      | 4      | 4      |
| D. İvgen         | 22         | 0          | 0          | 0          | 0          | 2                | 0                | 0                | 0                | 0                | 4             | 0             | 0             | 0             | 0             | 28     | 0      | 0      | 0      | 0      |
| K. Kayhan        | 21         | 138        | 82         | 41         | 15         | 2                | 18               | 11               | 3                | 4                | 4             | 21            | 14            | 6             | 1             | 27     | 177    | 107    | 50     | 20     |
| H. Mermer        | 6          | 25         | 21         | 3          | 1          | 0                | 0                | 0                | 0                | 0                | 1             | 7             | 5             | 1             | 1             | 7      | 32     | 26     | 4      | 2      |
| D. Okello        | 5          | 107        | 96         | 9          | 2          | -                | -                | -                | -                | -                | -             | -             | -             | -             | -             | 5      | 107    | 96     | 9      | 2      |
| M. Tokgöz        | 19         | 0          | 0          | 0          | 0          | 2                | 0                | 0                | 0                | 0                | 4             | 0             | 0             | 0             | 0             | 25     | 0      | 0      | 0      | 0      |
| A. Tümer         | 9          | 26         | 13         | 11         | 2          | 1                | 9                | 5                | 3                | 1                | 3             | 23            | 20            | 2             | 1             | 13     | 58     | 38     | 16     | 4      |
| F. Uğur          | 10         | 23         | 14         | 5          | 4          | 0                | 0                | 0                | 0                | 0                | 2             | 8             | 5             | 3             | 0             | 12     | 31     | 19     | 8      | 4      |
| L. Williams      | 11         | 180        | 152        | 11         | 17         | -                | -                | -                | -                | -                | 4             | 67            | 54            | 8             | 5             | 15     | 247    | 206    | 19     | 22     |
| A. Yılmaz        | 7          | 53         | 47         | 3          | 3          | 0                | 0                | 0                | 0                | 0                | 1             | 8             | 6             | 0             | 2             | 8      | 61     | 53     | 3      | 5      |

P = presenze; PT = punti totali; AV = attacchi vincenti; MV = muri vincenti; BV = battute vincenti